# Zong Qinghou
Zong Qinghou (chinês: 宗庆后; Hangzhou,16 de novembro de 1945 – Hancheu, 25 de fevereiro de 2024) foi um empresário bilionário chinês e fundador, presidente e CEO do Grupo Hangzhou Wahaha, empresa líder em vendas de bebidas, água engarrafada, chás e bebidas lácteas, na China. Ele foi classificado como o homem mais rico da China em 2012 e o terceiro mais rico em 2015, de acordo com a China Rich List, publicada pelo Hurun Report. Na Global Rich List, ele é o 31° homem mais rico do mundo. Zong é um delegado do Congresso Popular Nacional da China.

## Biografia
Zong era natural de Zhejiang e teve pouca educação formal. Depois de terminar o ensino médio, Zong trabalhou na fazenda de sal de Zhoushan. Ele voltou para casa em 1979, por conta da aposentadoria de sua mãe, que era professora. Ele finalmente retornou a Hangzhou e só encontrou trabalho em uma escola local, devido ao baixo nível de escolaridade. Em 1987, ele adiquiriu uma mercearia em uma escola no distrito de Shangcheng, Hangzhou, e vendia leite. Zong liderou o negócio embrionário de Wahaha, que distribuía refrigerantes, gelo e artigos de papelaria. Juntamente com dois professores aposentados, ele pegou emprestado uma quantia, para começar a produzir bebidas com leite para distribuição.
Zong atua como delegado no Congresso Nacional do Povo Chinês desde 2002. Ele foi casado com Shi Youzhen (施幼珍) e eles tiveram uma filha, Kelly Zong (宗 馥 莉). Shi foi gerente de compras da Wahaha. Zong anteriormente possuía status de residente permanente nos Estados Unidos, o que obteve para facilitar sua viagem ao país e cuidar de seus investimentos no país. Sua filha frequentou a Universidade Pepperdine, no sul da Califórnia e naturalizou-se como cidadão dos EUA, mas depois voltou para a China e, em 2007, iniciou o procedimento para renunciar à cidadania americana.
Zong alegou ter recebido um salário de 3 000 euros e subsídios anuais de 100 000 euros, mais um bônus no valor de 1% do lucro anual das joint ventures, totalizando 70 milhões de yuans de receita ao ano.  Em abril de 2008, Zong estava sendo investigado por suposta sonegação de impostos no valor de cerca de 300 milhões de yuans. Um investigador alegou que Zong "... ganhou muito mais do que isso e não informou o imposto por anos". Foi sugerido que pode ter havido pagamentos menos transparentes através da rede de contas registradas em Hong Kong de Zong, Shi, e o ex-secretário do Partido de Wahaha, Du Jianying. Aparentemente, Zong pagou mais de 200 milhões de yuans em impostos atrasados em outubro de 2007, após o início da investigação. No entanto, suspeitava-se que Zong ainda devia milhões a mais.

## Morte
Qinghou morreu no dia 25 de fevereiro de 2024, aos 75 anos.